# Pancalia nodosella
Pancalia nodosella é uma espécie de insetos lepidópteros, mais especificamente de traças, pertencente à família Cosmopterigidae.
A autoridade científica da espécie é Bruand, tendo sido descrita no ano de 1851.
A sua distribuição inclui um vasto território: Portugal, Espanha, França, Países Baixos, Alemanha, Áustria, Itália, Eslovénia, Eslováquia, a maior parte dos Balcãs, Ucrânia, Letónia e Rússia. A leste, o seu habitat atinge o Cáucaso e a Ásia Central até ao Quirguistão.